# Julia Riera
Julia Riera (født 29. maj 2002 i Pergamino, Argentina) er en professionel tennisspiller fra Argentina.